# Ernst Good
Ernst Good, född 14 januari 1950, är en schweizisk före detta alpin skidåkare.
Good blev olympisk silvermedaljör i storslalom vid vinterspelen 1976 i Innsbruck.